# Vertaizon

Vertaizon este o comună în departamentul Puy-de-Dôme, Franța. În 1 ianuarie 2022 avea o populație de 3.442 de locuitori.

## Personalități născute aici
- Prosper Marilhat (1811 - 1847), pictor.